# Lilie bělostná

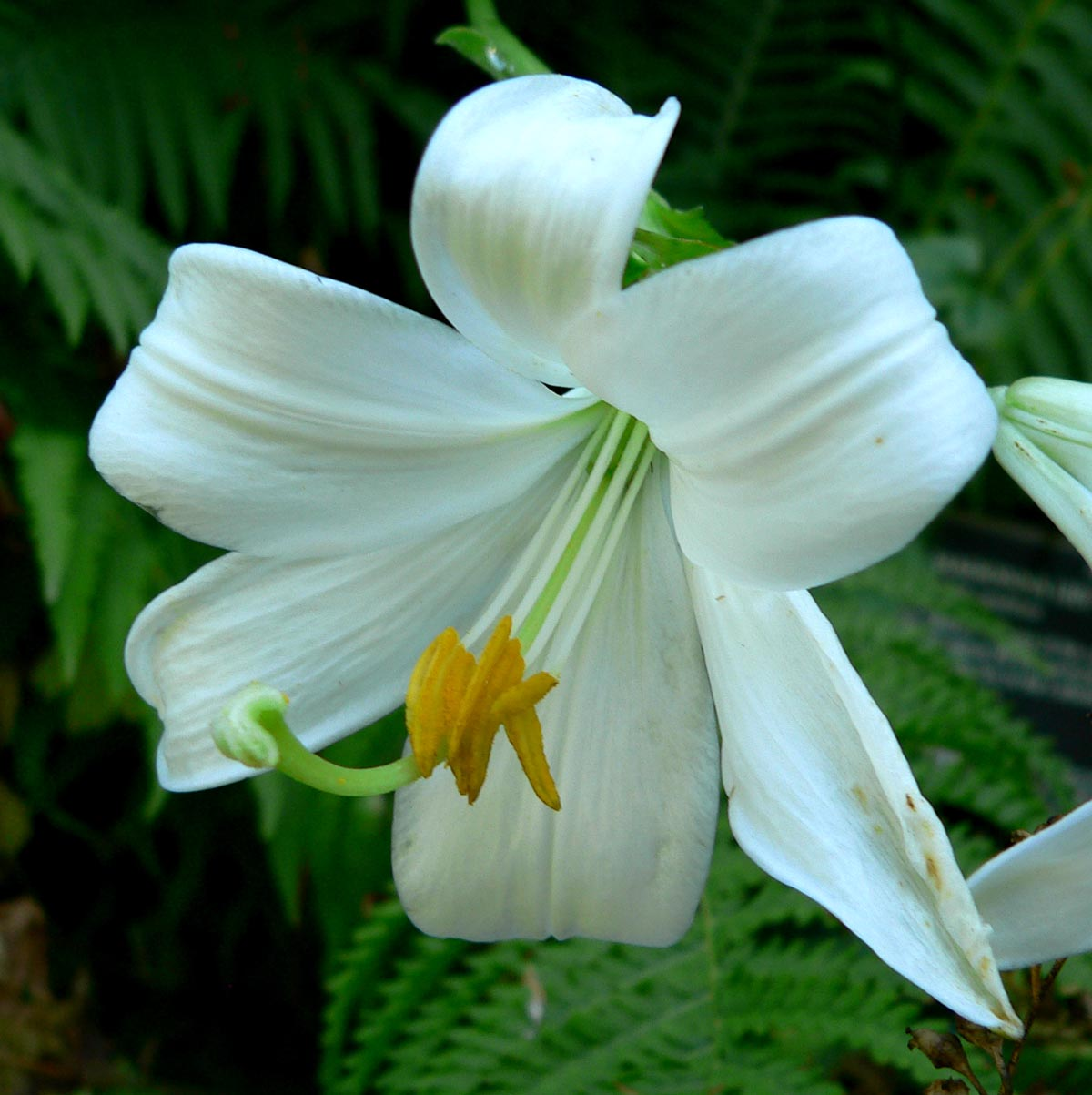
Květ

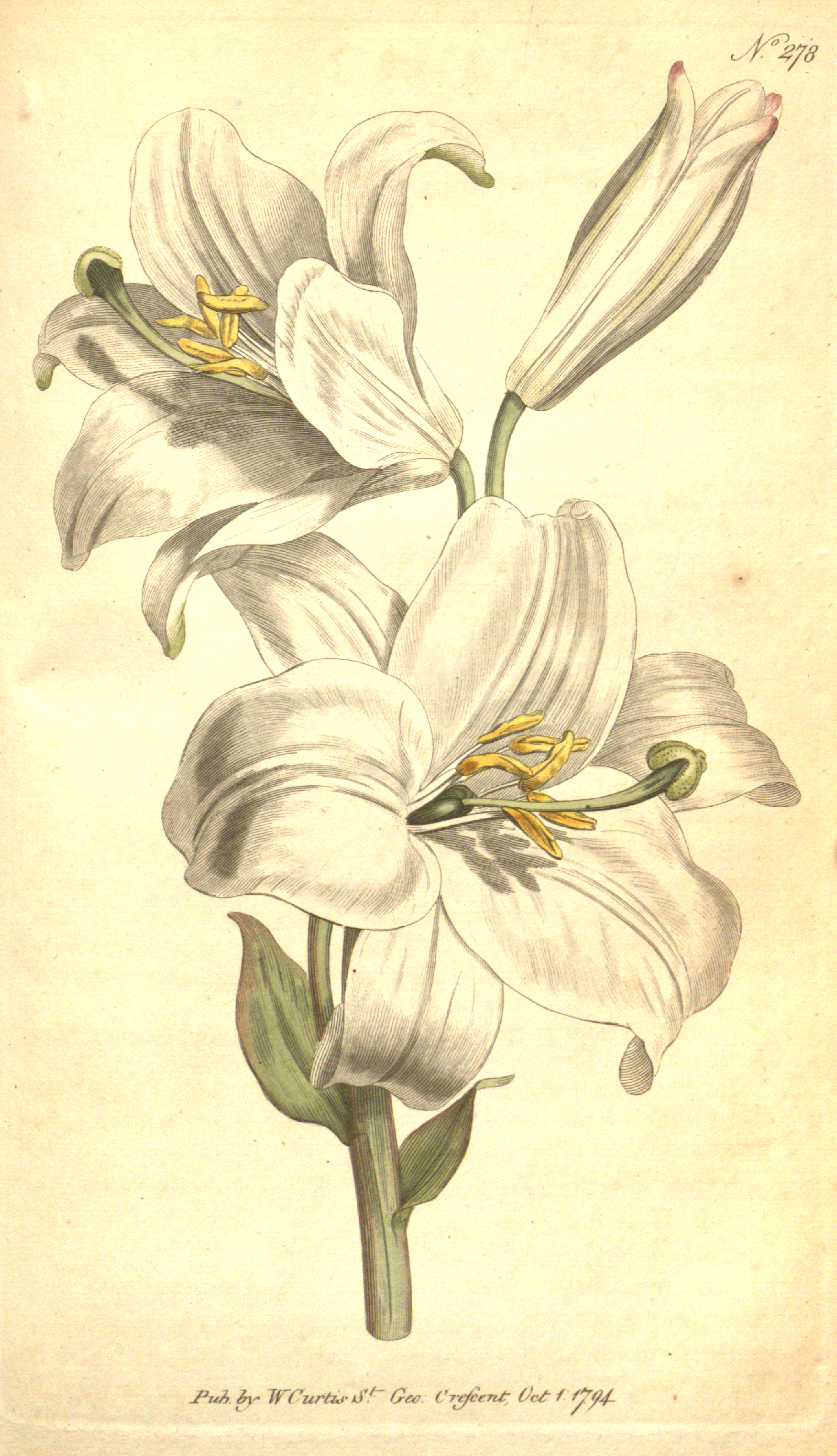
Ilustrace z roku 1794

Lilie bělostná (Lilium candidum) je vytrvalá rostlina z čeledi liliovitých Liliaceae.

## Popis
Dorůstá 70-150 cm. Patří mezi cibuloviny. Kopinaté listy vyrůstají z přízemní růžice. Lodyha má přímou, hustě zarostlou listy. Květy až 10 centimetrů velké, jasně bílé a výrazně vonící. Na jednom stonku vyrůstá až 15 květů uspořádaných do hroznu. Kvete v období června a července. Plodem jsou tobolky.

## Výskyt
Tento druh lilie roste volně v Malé Asii a ve Středomoří. V dalších zemích světa se pěstuje především pro svou nenáročnost a krásný květ. Hlavní výhodou je její mrazuvzdornost. Vyhovují jí půdy kypré, humózní, vápenaté s dostatkem slunečního světla.

## Využití v léčitelství
Léčivé účinky lilie bílé jsou známé od nepaměti pomáhá při hnisajících zarostlých nehtech, při třískách zadřených do prstu, zanícených ranách, po operacích na rychlejší hojení, při svalových bolestech.

## Symbolika
Její bílé květy se staly v křesťanství symbolem nevinnosti a čistoty.